# Вільгельм II (герцог Апулії)
Вільгельм II (італ. Guglielmo II ; бл. 1095, Кампанія — 25 липня 1127, Салерно) — нормандський герцог Апулії та Калабрії з 1111 року, син Рожера Борси і онук Роберта Гвіскара. Після смерті Вільгельма його герцогство відійшло до Рожера II і включено до складу новоствореного Сицилійського королівства.

## Біографія
Вільгельм II був молодшим і єдиним, що пережив батька сином Рожера I Борси, герцога Апулії і Калабрії, і Адели Фландрської. По батьківській лінії припадав двоюрідним племінником короля Сицилії Рожера II, по матері — зведеним братом графа Фландрського Карла I Доброго. Успадкував титул батька в 1111 році під регентством матері.
Правління Вільгельма II ознаменувалося анархією та феодальними усобицями в Апулії. Так, у Барі в результаті міжусобної війни було вбито архієпископа, арештовано вдову Боемунда Констанцію, а князем Барі проголосив себе узурпатор Грімальд. У 1117—1118 роках Вільгельм II не зміг допомогти своїм суверенам папам Пасхалію II і Геласію II в їх боротьбі проти імператора Генріха V, і тільки за допомогою князя Капуанського Роберта Дренгота Геласію II їм вдалося оселитися в Римі.
Для боротьби з непокірними феодалами Вільгельм II змушений був вдаватися до військової та фінансової допомоги сицилійського родича Рожера II. За посередництвом папи Калікста II Вільгельм II та Рожер II уклали в 1122 три угоди. Відповідно до них Вільгельм II за допомогу Рожера II у боротьбі з непокірними феодалами передав останньому Калабрію, утримавши за собою лише титул герцога, і сицилійські володіння (Палермо, Мессіну і долину Валь-Демоні), які його дід Робертом Гвіскар отримав як особистий лен.
У 1114 Вільгельм II одружився з Гаітельгрім, дочкою графа Роберта з Караццо. Їхній шлюб залишився бездітним. В 1125 на особистій зустрічі в Мессіні Вільгельм II в обмін на чергову фінансову допомогу визнав Рожера II своїм спадкоємцем. При цьому раніше схожі обіцянки він дав папі і своєму двоюрідному братові Боемунду II, князю Антіохійському, в результаті чого, зійшовши після смерті Вільгельма II на апулійський трон, Рожер II виявився втягнутим у багаторічну війну в Апулії.
Вільгельм II помер 25 липня 1127 року в столиці герцогства Салерно і був похований у місцевому кафедральному соборі. Йому успадкував Рожер II, об'єднавши, тим самим, всі нормандські володіння в Південній Італії.